# Бук Бел Ер
Бук Бел Ер (фр. Bouc-Bel-Air) насеље је и општина у Француској у региону Прованса-Алпи-Азурна обала, у департману Ушће Роне која припада префектури Екс ан Прованс.
По подацима из 2011. године у општини је живело 13.761 становника, а густина насељености је износила 632,69 становника/km². Општина се простире на површини од 21,75 km². Налази се на средњој надморској висини од 259 метара (максималној 330 m, а минималној 153 m).

## Демографија
| 1962. | 1968. | 1990.  | 1999.  | 2011.  |
| ----- | ----- | ------ | ------ | ------ |
| 2.158 | 3.210 | 11.512 | 12.297 | 13.761 |

График промене броја становника у току последњих година